# Stadt- und Kreissparkasse Moosburg a.d. Isar
Die  Stadt- und Kreissparkasse Moosburg a.d. Isar war ein öffentlich-rechtliches Kreditinstitut mit Sitz in Moosburg an der Isar in Bayern. Ihr Geschäftsgebiet erstreckte sich auf Teile des Landkreises Freising und die Gemeinde Bruckberg im Landkreis Landshut.
Im Jahr 2022 fusionierte die Sparkasse mit der Sparkasse Freising zur Sparkasse Freising Moosburg mit Sitz in Freising.

## Organisationsstruktur
Die Stadt- und Kreissparkasse Moosburg a.d. Isar war eine Anstalt des öffentlichen Rechts. Rechtsgrundlagen waren das Sparkassengesetz, die bayerische Sparkassenordnung und die durch den Träger der Sparkasse erlassene Satzung. Organe der Sparkasse waren der Vorstand und der Verwaltungsrat.

## Geschäftsausrichtung
Die Stadt- und Kreissparkasse Moosburg a.d. Isar betrieb als Sparkasse das Universalbankgeschäft. Die Sparkasse wies im Geschäftsjahr 2021 eine Bilanzsumme von 837,04 Mio. Euro aus und verfügte über Kundeneinlagen von 674,45 Mio. Euro. Gemäß der Sparkassenrangliste 2021 lag sie nach Bilanzsumme auf Rang 334. Sie unterhielt 9 Filialen/Selbstbedienungsstandorte und beschäftigte 129 Mitarbeiter.

## Sparkassen-Finanzgruppe
Die Stadt- und Kreissparkasse Moosburg a.d. Isar war Teil der Sparkassen-Finanzgruppe. Sie vertrieb daher z. B. Bausparverträge der LBS, offene Investmentfonds der Deka und vermittelte Versicherungen der Versicherungskammer Bayern. Die Funktion der Sparkassenzentralbank nahm die Bayerische Landesbank wahr.